# Bengt Nordlund
Bengt Ragnar Nordlund, född 29 juni 1936 i Uppsala, död 7 maj 2013 i Norrköping, var en svensk journalist, TV-producent och programledare, känd från Café Norrköping.
Bengt Nordlund kom under mitten av 1950-talet som praktikant till Aftonbladet och arbetade sedan på Vimmerby Tidning och Smålands-Tidningen innan han 1960 kom till Sveriges Radio. Han var sommarvärd 8 augusti 1969.
Från början av 1970-talet var Bengt Nordlund verksam vid Sveriges Television i Norrköping. Han var under åren 1983–1997 programvärd i Café Norrköping tillsammans med Ragnar Dahlberg. Nordlund har även skrivit några böcker med anknytning till programmet, bland annat Träna med TV. Han ledde även medicinprogram som Livskvalitet och Ont i själen.
Bengt Nordlund medverkande också i revyer, bland annat i en uppsättning av "Annie get your gun" i Visby, där han spelade rollen som Buffalo Bill.